# Muscolo depressore del sopracciglio
Il depressore del sopracciglio è un muscolo dell'occhio del corpo umano.
La natura di questo muscolo è soggetta ad alcune dispute fra gli anatomisti e altre figure del campo medico. Qualche disegnatore (come il Netter et al.) e altre autorità lo considerano parte dell'orbicolare dell'occhio. Dall'altra parte, molti dermatologi, oftalmici e chirurghi plastici ritengono che il depressore del sopracciglio sia un muscolo distinto, e che abbia un effetto definito e individuale sul sopracciglio e sulla pelle della glabella.
Il depressore del sopracciglio origina dal bordo orbitale mediale, vicino all'osso lacrimale, e si inserisce sul lato mediale della parte ossea dell'orbita, inferiormente al corrugatore del sopracciglio.
In alcuni casi il muscolo presenta due capi, mentre in altri solamente uno.